# Titiksha
Der Sanskritbegriff Titiksha (तितिक्षा) ist ein wichtiges Konzept im Yoga und kann mit Ausdauer und Ertragen von Gegensätzen übersetzt werden.

## Etymologie

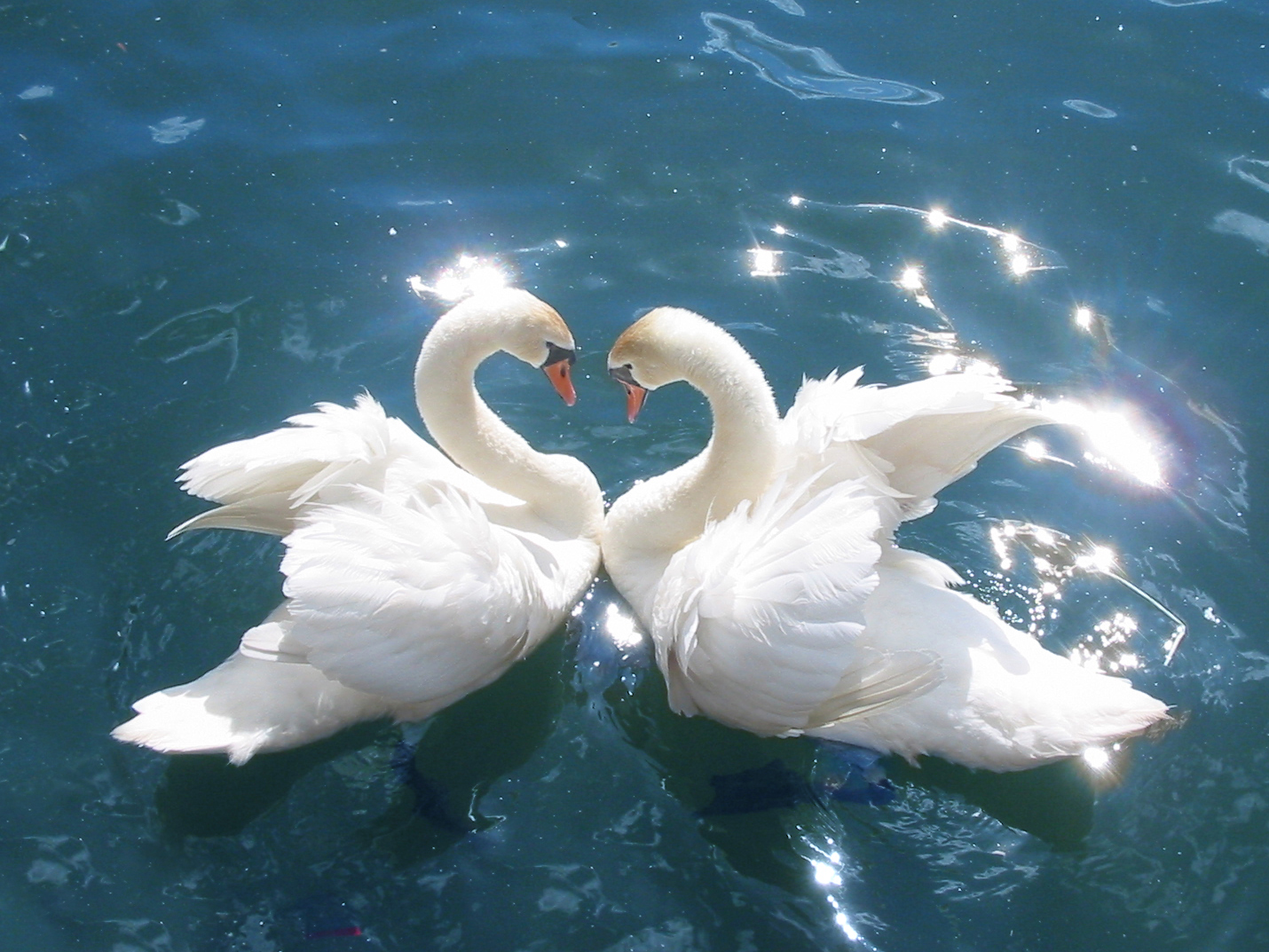
Schwäne (Cygnus olor) – Symbole für Reinheit und Transzendenz im Vedanta

Das weibliche Substantiv Titikṣā (तितिक्षा) bedeutet Ausdauer, Geduld, Nachsicht. Es leitet sich ab vom Verb tij (तिज्) mit der Bedeutung geduldig ausharren, standhaft ertragen. Es sollte nicht mit titikṣa (तितिक्ष) oberhalb verwechselt werden.

## Definition
Adi Shankara definiert im Tattva bodhaḥ titikṣā folgendermaßen:

„Was ist Titiksha ? Das Ertragen von Hitze und Kälte, Freud und Leid“

Auch im Vers 25 des Vivekachudamani beschreibt er titikṣā:

„सहनं सर्वदुःखानामप्रतिकारपूर्वकम्“

„Das Ertragen sämtlicher Widerwärtigkeiten ohne Gegenmaßnahmen und ohne Angst noch Klagen ist Titiksha“

## Beschreibung

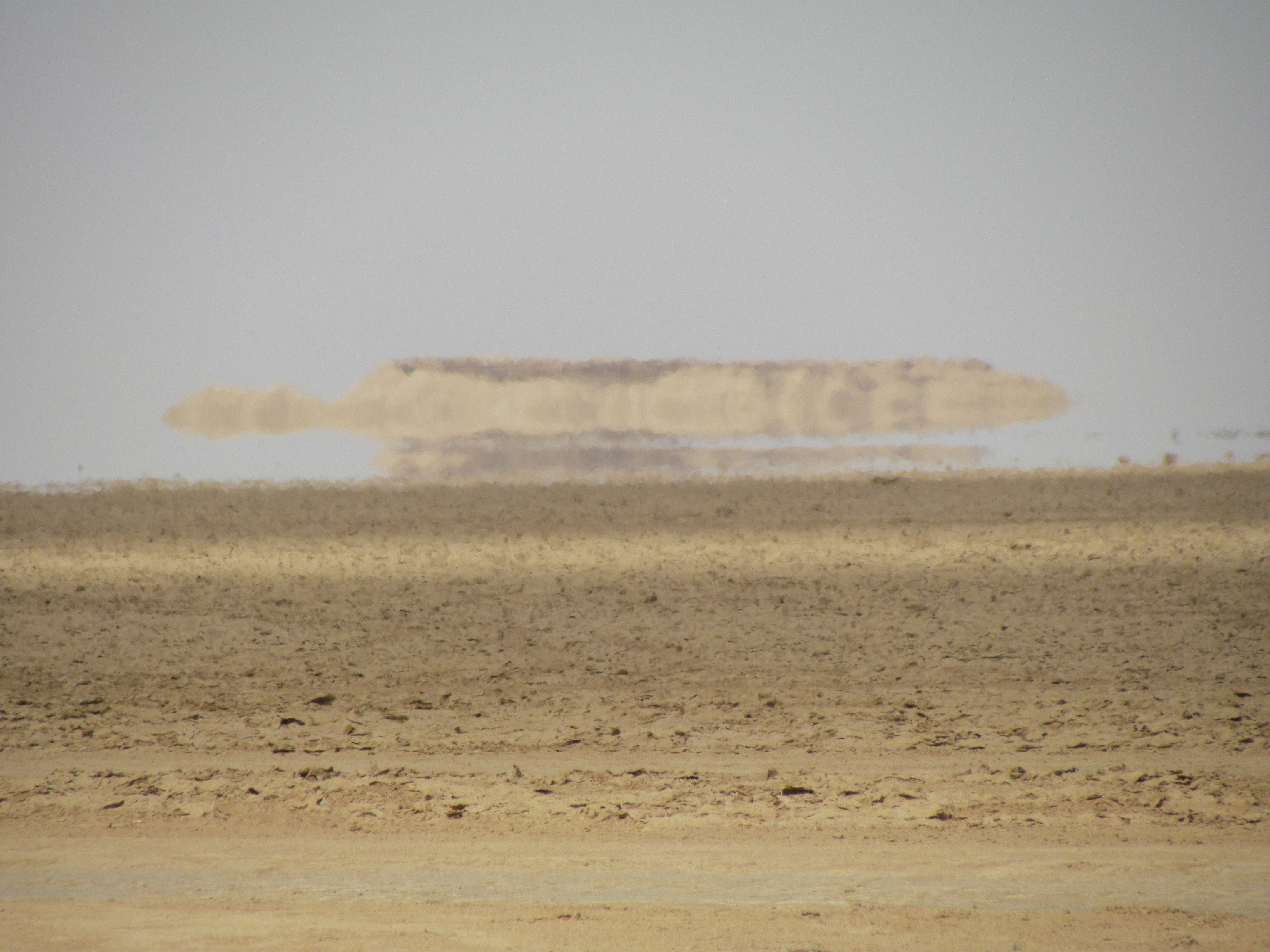
Fata Morgana

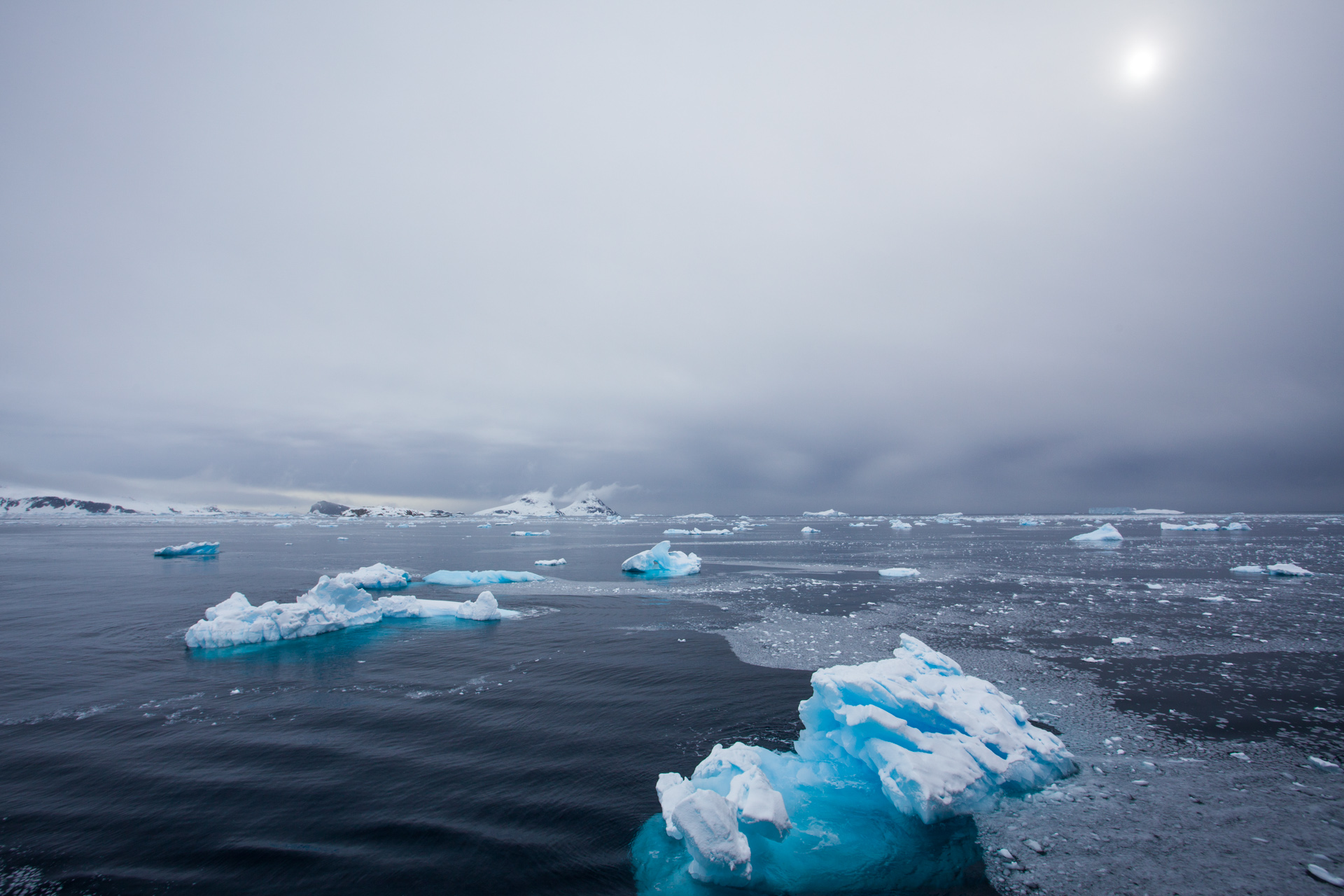
Eisberge mit blauem Eis in der Antarktis

Wörtlich bedeutet Titiksha das Ertragen von jemandem, den man durchaus auch bestrafen könnte. Im Vedanta ist Titiksha das Aushalten von Gegensätzen wie beispielsweise Freud und Leid, Hitze und Kälte usw. Titiksha gehört zu den inneren Reichtümern eines Yogi, deren Fähigkeit darin liegt, den widerspenstigen Geist (Manas, Englisch mind) unter Kontrolle zu halten.
Mit seiner Definition betrachtet Shankara Titiksha als ein Mittel auf dem Weg zur Brahmanerkenntnis. Ein angsterfüllter und sich dauernd beklagender Geist ist für einen derartigen Weg ungeeignet.
Vivekananda erklärt Titiksha als Ertragen sämtlichen Leids ohne überhaupt daran zu denken, ihm zu widerstehen oder es loszuwerden. Im Geist erzeugt dies keinerlei Schmerz oder Bedauern.
Die Praxis von Yoga führt zu innerer Ausgeglichenheit und gleichzeitiger Freundlichkeit gegenüber der Außenwelt. Durch das Erlernen der Fähigkeit, emotionale Reaktionen zu beruhigen, ist man besser in der Lage, äußere Umstände zu beeinflussen. Titiksha führt deswegen nicht zu Apathie oder Abgestumpftheit. Es ist der erste Schritt, den Geist nach innen zu holen und seine Funktionsweisen zu kontrollieren. Die Praxis von Titiksha sollte mit dem Beobachten des Atemvorgangs (Parahara) einhergehen und dadurch zu direkter Meditation überleiten. Die schöpferische Kraft – eine fundamentale Wesenseigenheit der Natur (Prakriti) genau wie ihr Trägheitsprinzip – wird uns letztendlich den Weg zu Titiksha aufzeigen.

## Titiksha im Alltag
Titiksha oder Ausdauer stellt eine sehr wichtige Eigenschaft im Alltagsleben dar. Ein jeder Mensch ist notgedrungen gezwungen, vor Extremen auf der Hut zu sein. Gewöhnlicherweise wird versucht, solche Erlebnisse so weit wie möglich zu reduzieren bzw. gänzlich zu vermeiden. Eine derartige Vorgehensweise erweist sich aber letztendlich als unklug, da sie uns in eine behütete Scheinwelt abdrängt und gleichzeitig unsere Bewegungsfreiheiten einschränkt. Hinzu gesellt sich die Angst, irgendwann einer solchen Extremsituation dennoch entgegentreten zu müssen. Es bleibt uns eine wesentlich bessere Alternative, nämlich unsere inneres Durchhaltevermögen sowohl physisch als auch geistig zu erhöhen. Problemen kann mit der Ausweichmethode jederzeit unschwer aus dem Weg gegangen werden, unsere Widerstandskraft und Ausdauer zu erhöhen verlangt hingegen extra harte Arbeit. Letzteres Verhalten wird sich aber auf die Dauer auszahlen, da wir insgesamt charakterlich stärker und reifer werden.
Die Logik in der Ausbildung von Titiksha liegt in der Vergänglichkeit sämtlicher Sinnesobjekte begründet. Alles befindet sich im Fluss, und wenn wir beharrlich warten gelernt haben, wird eine Situation sich von selbst verändern. Die Redensart und auch das wird vorübergehen trifft für alle Fälle zu.
Mit der Bewahrung sowohl unserer Ausgeglichenheit als auch unserer Beharrlichkeit können wir einen Vorgang erst richtig einschätzen und gleichzeitig dabei tief in uns selbst gehen – eine extrem wichtige Eigenschaft. Gewöhnliche Menschen können sich nämlich nicht vorstellen, was es bedeutet, von kleinen Nadelstichen vollständig frei zu sein und dergestalt eine kleine Revolution im Innern zu erleben.

## Bedeutung
Titiksha ist im Vedanta neben Dama, Shama, Uparati, Samadhana und Shraddha der vierte der sechs inneren Reichtümer (Shat-sampat). Diese sechs inneren Reichtümer sind ihrerseits neben Viveka (Unterscheidungsvermögen), Vairagya (Loslassen) und Mumukshutva (Streben nach Befreiung) Teil des Sadhana chatushtaya, dem vierfachen spirituellen Weg der Selbstkontrolle, der Säuberung, der Läuterung und der Öffnung unserer Existenz für das Göttliche.